# Coelioxys tenebrosa
Coelioxys tenebrosa is een vliesvleugelig insect uit de familie Megachilidae. De wetenschappelijke naam van de soort is voor het eerst geldig gepubliceerd in 1968 door Pasteels.
De diersoort komt voor in Zimbabwe.